# فیلم ترسناک ۴
فیلم ترسناک ۴ (انگلیسی: Scary Movie 4) یک فیلم هجو کمدی ترسناک به کارگردانی دیوید زاکر است که در سال ۲۰۰۶ منتشر شد.

## داستان
شکیل اونیل و دکتر فیل در حالی از خواب بیدار می‌شوند که به لوله‌هایی در یک حمام زنجیر شده‌اند. عروسک شروری از طریق صفحهٔ تلویزیون ظاهر شده و اعلام می‌کند که اتاق به‌تدریج با گاز عصبی پر می‌شود. برای نجات، شکیل باید توپ را داخل سبد بیندازد تا دو اره به‌دست آید؛ دکتر فیل درمی‌یابد که این اره‌ها برای بریدن پاهای‌شان در نظر گرفته شده‌اند. اما او اشتباهاً پای اشتباهش را می‌برد و از حال می‌رود، و هر دو به سرنوشت مرگ دچار می‌شوند.
در همین حال، سیندی کمپبل به نیویورک نزد شوهرخواهرش، تام لوگان، می‌رود. شوهرش، جورج، در گذشته و برادرزاده‌اش، کودی، به مدرسهٔ نظامی فرستاده شده است. سیندی دل‌شکسته و تنهاست. تام که دست به خودکشی می‌زند، تصادفاً ویاگرا می‌خورد که باعث نعوظ شدید می‌شود و در پی سقوط از نرده‌ها، جانش را از دست می‌دهد.
بعد از آن، سیندی شغلی به‌عنوان مراقب یک زن سالخورده به نام خانم نوریس می‌پذیرد که در خانه‌ای جن‌زده زندگی می‌کند. در خانهٔ کناری، تام رایان زندگی می‌کند؛ او با دوستان جورج، ماهالیک و سی‌جی، روبه‌رو می‌شود و دربارهٔ رابطهٔ یک‌شب‌شان که هم‌جنس‌گرایانه بوده، آگاه می‌شود. فرزندان تام، رابی و ریچل، که از او دور بودند، به خانه‌اش بازمی‌گردند.
فردای آن روز، سیندی و تام به هم دل می‌بندند؛ سیندی ماجرای مرگ جورج را در مسابقهٔ بوکس برایش تعریف می‌کند. درست در لحظه‌ای که عشق تازه‌ای میان‌شان شکل می‌گیرد، یک تریپاد غول‌پیکر (از گونهٔ ماشین‌های جنگی در جنگ دنیاها) شروع به تبخیر مردم شهر می‌کند.
سیندی با پسربچه‌ای خاموش و رنگ‌پریده به نام توشیو سایکی، روح جن‌زدهٔ خانه، صحبت می‌کند (که ظاهراً به زبان ژاپنی است، اما در واقع مجموعه‌ای از واژه‌های بی‌معنی ژاپنی‌ است) و می‌فهمد که راه حل تهاجم در قلب پدر این پسر نهفته است. در حالی‌که تام همراه فرزندانش شهر را ترک می‌کند، سیندی با دوستش برندا میکز ملاقات می‌کند؛ کسی که به‌طرز غیرقابل توضیحی پس از مرگش در فیلم قبلی زنده است. آن‌ها با پیروی از دستورالعمل‌های توشیو، به روستا می‌روند و وارد جامعه‌ای اسرارآمیز و منزوی می‌شوند. آن‌جا دستگیر شده و محاکمه می‌شوند؛ قاضی، هنری هیل، به آن‌ها اجازه می‌دهد زنده بمانند اما دیگر هرگز اجازهٔ ترک روستا را نخواهند داشت.
در همین حال، جلسه‌ای اضطراری در سازمان ملل متحد با ریاست رئیس‌جمهور آمریکا، بکستر هریس، برگزار می‌شود. او از ادامهٔ خواندن کتاب کودکان اردک من امتناع می‌ورزد. جلسه زمانی از کنترل خارج می‌شود که یک سلاح معیوب بیگانه، همه را برهنه می‌کند.
تام و فرزندانش در میانهٔ جنگ بین ارتش آمریکا و بیگانگان رانندگی می‌کنند. رابی که از هیجان درگیری‌ها به وجد آمده، فرار می‌کند، و تریپاد تام و ریچل را می‌رباید. در روستا، هنری به‌دست دیوانهٔ روستا، «ازکیل»، کشته می‌شود. ازکیل به سیندی افشا می‌کند که پدر توشیو بوده و پسرش طی مسابقهٔ بوکس سیندی کشته شده است.
سیندی و برندا هم به‌دست تریپاد گرفتار شده و به همان حمام آغاز داستان برده می‌شوند. آن‌ها در تلهٔ گیاه گوشت‌خوار اره ۲ گیر می‌افتند. سیندی چالش عروسک را پشت سر می‌گذارد، اما جان تام و فرزندانش در خطر قرار می‌گیرد و آن‌ها در تله گذاشته می‌شوند. سیندی با دیدن توالت و «قلب» نزدیک آن، درمی‌یابد که عروسک از طریق همسر هنری، پدر واقعی توشیو است.
عروسک که می‌بیند تام تا چه حد برای نجات فرزندانش تلاش می‌کند، به اشتباهاتش پی می‌برد و از تهاجم عذرخواهی می‌کند و همه را آزاد می‌سازد. رابی و ریچل نزد مادرشان بازمی‌گردند که حالا با مردی بسیار مسن ازدواج کرده است. برندا هم با برادر انسانی عروسک، زولتر، وارد رابطهٔ عاشقانه می‌شود.
در بخش پایانی، یک ماه بعد، راوی داستان که جیمز ارل جونز است و بعدتر توسط یک اتوبوس زیر گرفته می‌شود، روایت می‌کند که برندا از زولتر بچه‌دار شده، ماهالیک و سی‌جی دوباره رابطه‌شان را از سر گرفته‌اند، و رئیس‌جمهور هریس همچنان با اردکش خوشحال است. در همین حال، تام در برنامهٔ نمایش اپرا وینفری حاضر می‌شود و با حرکات اغراق‌شده عشقش به سیندی را اعلام می‌کند؛ او پس از پرتاب سیندی به آن‌سوی اتاق، مچ‌های اپرا را می‌شکند و با صندلی به او ضربه می‌زند!

## بازیگران
- آنا فاریس
- رجینا هال
- کریگ برکو
- بیل پولمن
- آنتونی اندرسون
- کارمن الکترا
- کریس الیوت
- کوین هارت
- کلوریس لیچمن
- مایکل مدسن
- فیل مک‌گراو
- لسلی نیلسن
- شکیل اونیل
- مالی شنون
- کنچیتا کمپ‌بل
- کریگ مازن
- دبرا ویلسون
- چارلی شین
- سایمون رکس
- جیمز ارل جونز
- چینگی